# Арна (міфологія)
Арна (дав.-гр. Ἄρνη) — персонажі давньогрецької міфології:
- Арна — фракійська царівна, яка за золото свою країну і передала критському царю острів Сіфнос. За це боги перетворили її на галку, яка любить золото і все, що блищить.
- Арна (більш відома як Меланіппа, дав.-гр. Μελανίππη — «чорно-кінна») — дочка Еола або Десмонта. Кохана Посейдона, який перетворився на бика і оволодів нею. Від нього вона народила двох синів, але батько не повірив їхньому божественному походженню і засліпив її, а дітей кинув диким звірам, вони врятувалися, бо їх вигодувала корова. За іншими джерелами вона народила за відсутності батька, кинула дітей напризволяще, їх вигодувала корова, але Еол наказав їх спалити, бо помилково вважав, що їх народила корова.

- Згідно з іншими джерелами вона була німфою, дружиною Ітона, матір'ю Беота.

- Згідно ж з Діодором Сицилійським в Еола була дочка Арна. Еол, не повіривши, що його дочка кохалася з Посейдоном і бувши розгніваним перелюбством її, віддав Арну Метапонту і наказав відвезти її в місто Метапонт. Проживаючи там Арна народила двох синів — Еола-молодшого і Беота. Метапонт і його дружина Автоліта (або Феано), бувши бездітними, всиновили дітей. Коли сини виросли і змужніли, а Арна ворогувала з Автолітою, то сини допомогли матері вбити її. Метапонт не міг перенести втрату, і тому Арна з синами покинули місто і пустилися в плавання разом з їхніми численними прихильниками. Еол-молодший захопив острови в Тірренському морі й назвав їх Еоловими, і заснував там місто, назвавши його Ліпарі. Беот же вирушив до Еола, батька Арни, і, усиновлений ним, став царем Еоліди. Беот назвав місто ім'ям матері, Арна, а народ, що жив там, беотійцями.

Епонім Арни — головне місто беотійців у Фессалії й однойменне місто в Беотії, яке надалі отримало назву Херонея.